# Eulogia ochrifrontella
Eulogia ochrifrontella är en fjärilsart som beskrevs av Philipp Christoph Zeller 1875. Eulogia ochrifrontella ingår i släktet Eulogia och familjen mott. Inga underarter finns listade i Catalogue of Life.

## Bildgalleri

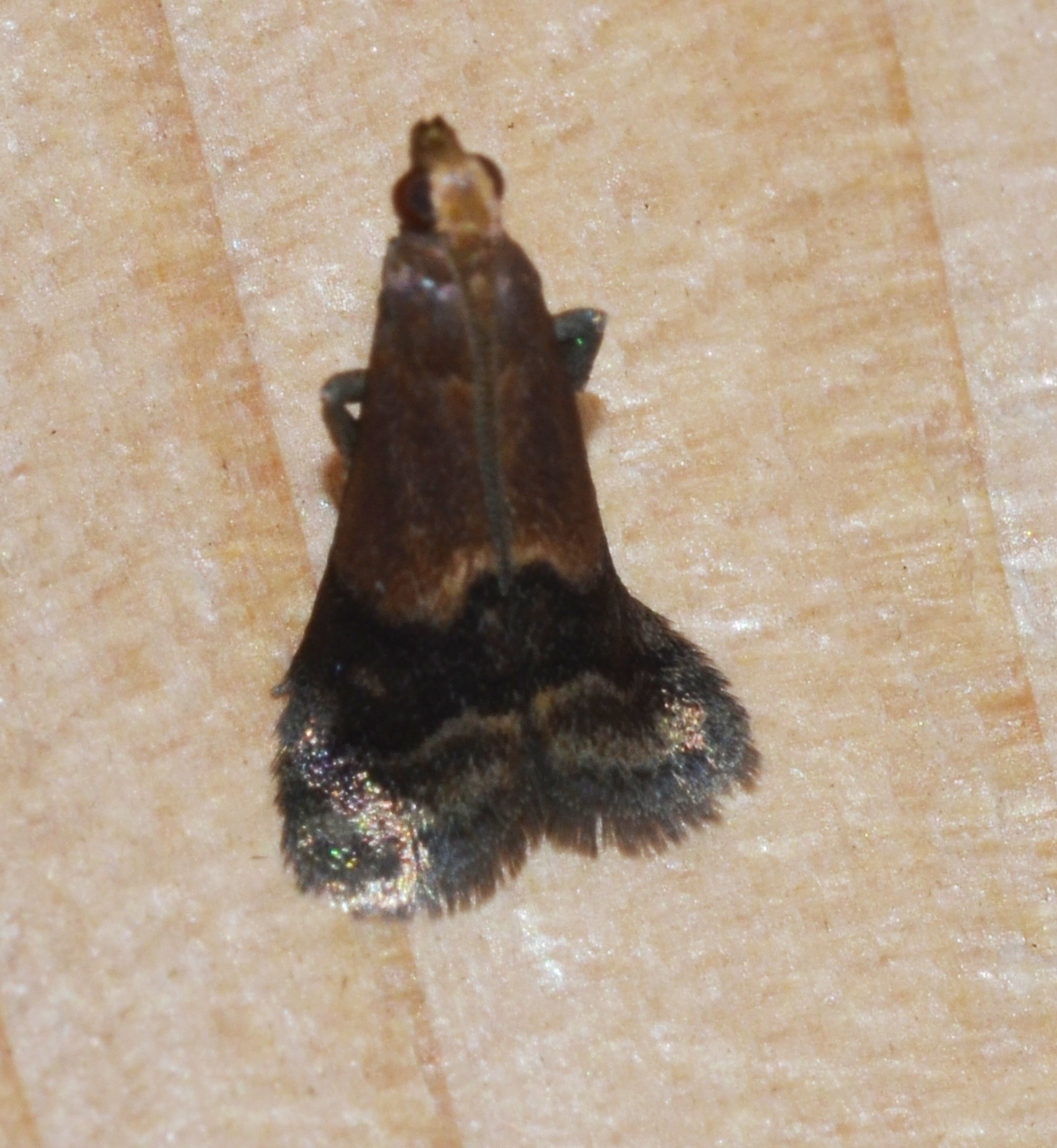
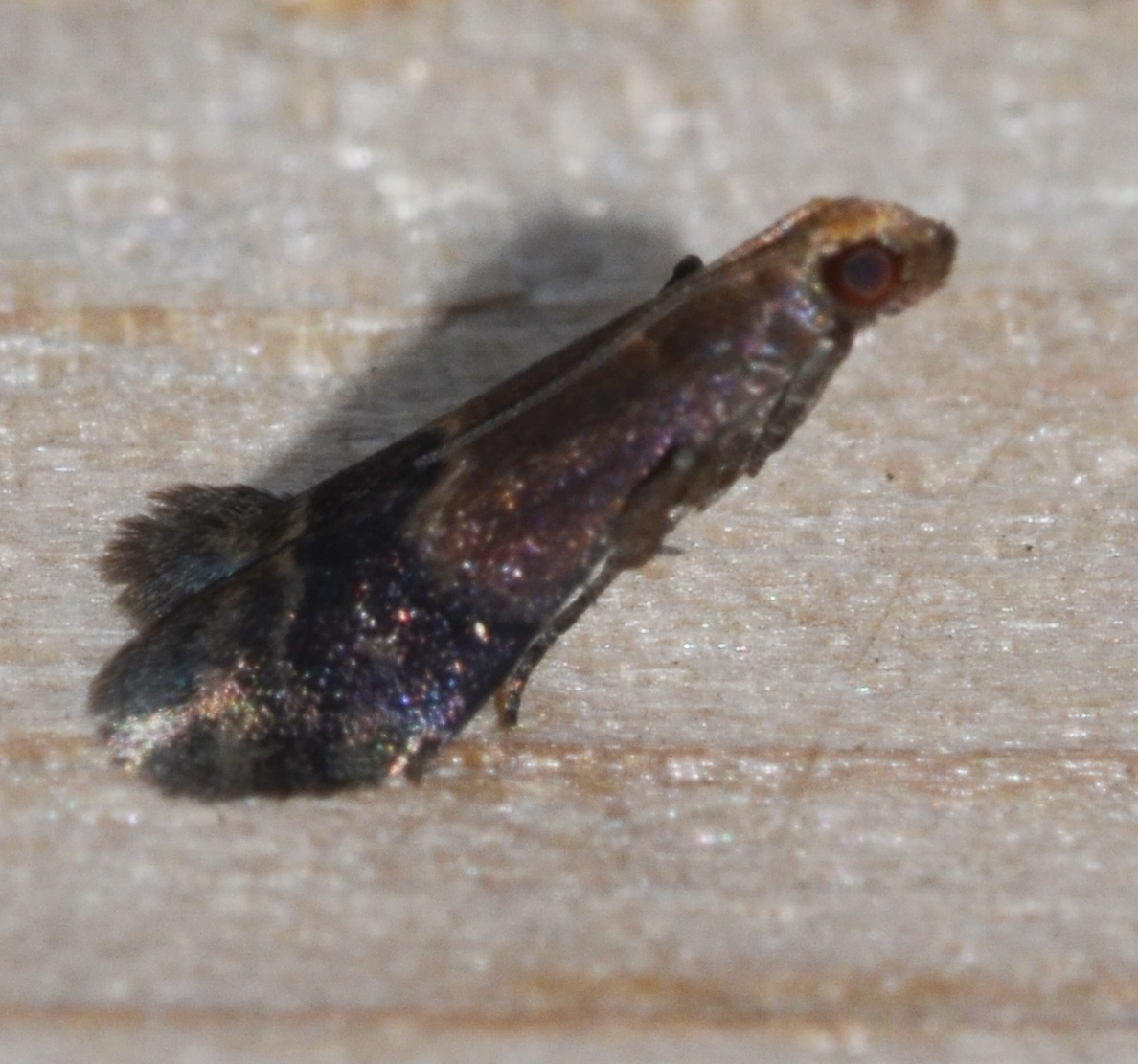